# Сиунтио
Сиунтио (фин. Siuntio, швед. Sjundeå) — община на юге Финляндии, в провинции Уусимаа. Расположена к западу от Хельсинки.
Население составляет 6169 человек (на 1 января 2021 года); площадь — 266,12 км², из которых 24,96 км² заняты водой. Плотность населения — 25,3 чел/км². Сиунтио — двуязычная община, официальные языки: финский (66,3 %) и шведский (30,4 %).
В городе базируется женский гандбольный клуб Шьюндео ИФ, который выступает в чемпионате Финляндии. Клуб — обладатель Кубка Финляндии по гандболу сезона 2011/2012.
На части территории муниципалитета в 1947-54 годах располагалась база Поркала-Удд.

## Известные уроженцы и жители
- Фагерхольм, Карл-Август (1901—1984) — финский политический деятель
- Карлссон, Пернилла — финская спортсменка (игрок гандбольного клуба «Шьюндео ИФ» и женской сборной Финляндии по гандболу)[5] и певица, выигравшая национальный отборочный тур, представив Финляндию на Конкурсе песни «Евровидение 2012»[6].